# 水岸

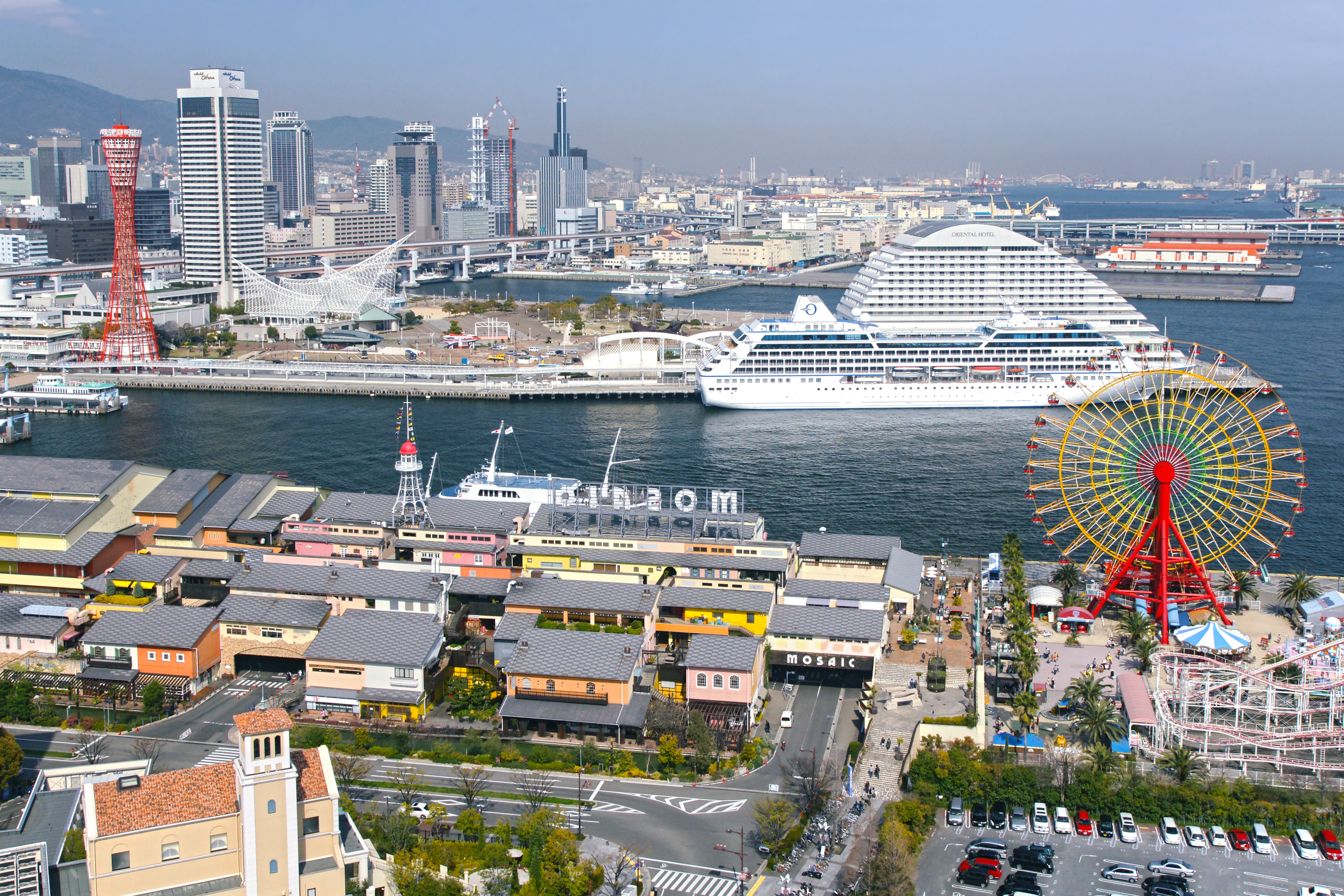
位於日本神戶的「神戶臨海樂園」水岸開發區

水岸（英語：Waterfront）是對城市或集鎮內靠近岸邊地區的稱呼，可泛指瀕臨海、河、湖等各種水體的土地開發區塊。
城市的水岸地區，通常原為碼頭、船塢或與港口有關的工廠，在都市開發及擴張的需求之下，轉變成商業區或遊憩區。典型案例有日本的東京臨海副都心與橫濱港未來、台灣高雄的亞洲新灣區、中國上海的浦東陸家嘴、英國的倫敦碼頭區等。